# Reparto Investigazioni Scientifiche
Il Reparto Investigazioni Scientifiche (abbreviato RIS) è un reparto militare dell'Arma dei Carabinieri, che svolge attività tecnico-scientifica nell'ambito delle indagini preliminari. IL RIS è posto alle dipendenze del RaCIS (Raggruppamento Carabinieri Investigazioni Scientifiche) e supportato dalle unità SIS (Sezioni investigazioni scientifiche) specializzate nel sopralluogo preliminare sulla scena del crimine.

## Dislocazione e competenza territoriale
Sul territorio italiano ci sono quattro sedi del RIS:: 
- RIS di Roma, Caserma "Salvo D'Acquisto" (Viale di Tor di Quinto, Roma) con competenza su:

Toscana, Umbria, Abruzzo, Marche, Molise, Puglia, Basilicata, Campania, Lazio, e sui maggiori casi nazionali;
- RIS di Parma, Palazzo Ducale (Parco Ducale, Parma) con competenza su:

Liguria, Emilia-Romagna, Lombardia, Piemonte, Valle d'Aosta, Veneto, Friuli-Venezia Giulia, Trentino-Alto Adige;
- RIS di Messina, Caserma "Alfio Ragazzi" (palazzo dell'Intendenza di Finanza, Messina) con competenza su:

Sicilia, Calabria;
- RIS di Cagliari, Caserma "Livio Duce" (piazza San Bartolomeo, Cagliari), con competenza su:

Sardegna.
Il reparto è suddiviso in sezioni che si occupano delle varie branche della criminalistica o scienze forensi. I militari che lavorano all'interno di questo reparto sono diplomati e laureati principalmente nelle varie discipline di competenza quali: biologia, chimica, fisica, ingegneria e tecnologia farmaceutica e psicologia.

## Competenza delle varie sezioni
- Chimica e Biologia: gli specialisti di questa sezione si occupano dell'analisi del DNA e dei reperti biologici in generale presentando particolare attenzione alle tracce organiche che possono essere rinvenute sulla scena del crimine, sulle armi dei delitti e sui reperti. Sono anche coloro che si occupano del sopralluogo (nei casi più complessi) della scena del crimine e dell'analisi delle macchie di sangue, così come dell'individuazione di tracce di animali (necrofagi e non, spesso insetti) per stabilire la data del decesso o se il cadavere è stato spostato dal luogo del delitto. Presso il RIS è istituita la banca italiana del DNA, che conserva copie dei tracciati genetici delle persone coinvolte nelle inchieste di polizia. La conservazione riguarda sia persone condannate che altri coinvolti a vario titolo nelle indagini, e può prevedere la conservazione di campioni originali di tessuti, per ulteriori analisi, oltre all'esito degli esami sul DNA. Fibre, frammenti di vernice, liquidi di natura sconosciuta e sostanze chimiche non identificate. Il laboratorio di chimica ha anche una struttura di "esplosivistica ed infiammabili" nella quale gli addetti si occupano di esaminare i resti degli esplosivi e di ricostruire eventuali ordigni per evidenziare probabili tracce del costruttore degli stessi.
- Balistica: gli specialisti sono principalmente laureati o diplomati in materie scientifiche, che si occupano di tutto quello che riguarda le armi, sia da fuoco (ordinarie e artigianali) che quelle "bianche" (coltelli, spade, baionette etc.). Classificazione delle armi, comparazioni balistica tra bossoli e tra proiettili, ripristino matricolare su armi ed automoto-veicoli, esame del reperto e comparazione con i database nazionali delle armi da fuoco (IBIS). Si esaminano anche i residui dello sparo e si testano le armi per creare un inventario sempre più completo. La balistica non è una scienza ordinaria bensì una branca che raccoglie varie discipline (fisica, chimica, storia e legislazione delle armi etc.) ed è fondamentale la sua applicazione sperimentale e forense.
- Dattiloscopia: la sezione si occupa dell'analisi delle impronte (non solo quelle digitali) e tutto ciò che concerne l'esaltazione papillare latente e il confronto con i database nazionali delle impronte (AFIS).
- Fonica e grafica: questo laboratorio si occupa delle comparazioni vocali, grafologiche e del controllo documentale. Particolarmente rilevante è l'esame antropometrico per confrontare una persona sospetta ripresa dalle telecamere di sorveglianza con le foto segnaletiche.
- Unità di analisi criminologiche: è un'unità particolare all'interno del RIS. I suoi specialisti, psichiatri, psicologi e criminologi, si occupano dell'elaborazione di un profilo psicologico nei casi più efferati e senza apparente movente.
- Atti persecutori: sezione composta da psicologi, sociologi, esperti in criminologia, in analisi statistica e informatica con il compito di sviluppare studi e ricerche sul fenomeno degli atti persecutori (stalking) e delle manifestazioni di violenza e vessazione verso le vittime vulnerabili, per poi delineare strategie di prevenzione e di contrasto aggiornate ed efficaci.

Contrariamente a come si vede nelle fiction, non è solo il personale del ruolo Ufficiali a svolgere mansioni scientifiche di laboratorio, bensì sono i marescialli, brigadieri ed i carabinieri a svolgere la parte predominante delle indagini tecniche. Gli ufficiali si dedicano quasi prettamente alla direzione dei laboratori o delle sezioni, affidando i vari casi a tutto il personale di truppa gestendo, sempre in sinergia con questo, i casi più eclatanti.

## Il percorso
Coloro che vogliono intraprendere la carriera nel reparto devono innanzitutto arruolarsi nell'Arma dei Carabinieri ed essere diplomati e/o laureati in una delle discipline scientifiche di competenza come chimica, chimica industriale, chimica e tecnologia farmaceutiche, fisica, biologia, ingegneria, informatica. Successivamente, dopo il periodo di addestramento base, si può fare domanda e svolgere regolare concorso per entrare a far parte dei RIS.
Vi sono anche concorsi a nomina diretta per ufficiali del ruolo tecnico logistico dell'Arma dei Carabinieri rivolti a laureati in discipline scientifiche.

## Serie televisiva
Dalla notorietà suscitata in ambito nazionale per aver risolto, tra gli altri, l'intricato caso del duplice omicidio di Novi Ligure è nata la serie televisiva di successo R.I.S. - Delitti imperfetti in otto stagioni. Dalla sesta stagione la serie è ambientata a Roma.